# Lisa Barbuscia

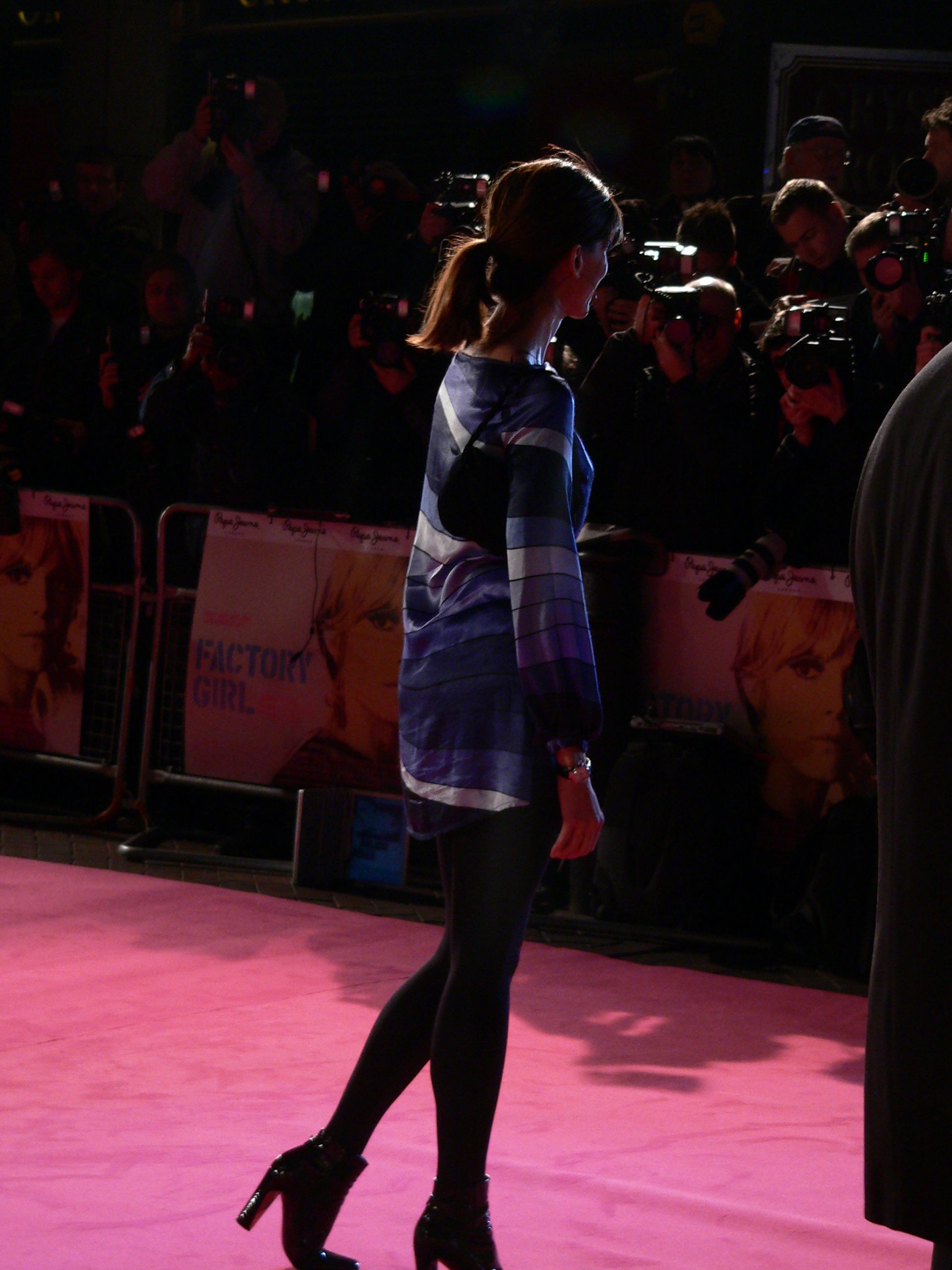
Lisa Barbuscia

Lisa Barbuscia (* 18. Juni 1971 in New York City) ist eine US-amerikanische Schauspielerin und Musikerin.

## Leben und Leistungen
Barbuscia ist puerto-ricanischer, italienischer und irischer Abstammung. Sie absolvierte die New Yorker High School of Music and the Performing Arts. Im Alter von 15 Jahren erhielt sie Arbeit als Fotomodell und lebte seitdem zeitweise in London. Dort schrieben sie und ihr Freund Ben Volpelliere einige Songs, die von PolyGram veröffentlicht wurden. Danach unterschrieb sie einen Vertrag mit Warner Chapell Music und zog nach Los Angeles.
Barbuscia debütierte als Schauspielerin an der Seite von Jeff Fahey im Thriller In den Krallen der Leidenschaft aus dem Jahr 1995. In der Abenteuerkomödie Fast Helden (1998) spielte sie die Rolle der Indianerfrau Shaquinna, der Ehefrau von Guy Fontenot (Eugene Levy), die sich in den Expeditionsanführer Leslie Edwards (Matthew Perry) verliebt. Im SF-Actionfilm Highlander: Endgame (2000) übernahm sie die Rolle von Kate MacLeod. Bei dem Film Rabbit Fever (2006), in dem sie eine größere Rolle spielte, wirkte sie ebenfalls als Produzentin mit. Im Jahr 2003 veröffentlichte sie ihr Album Telling Tales.
Als Musikerin veröffentlichte sie 2004 ihr Debut-ET mit dem Titel Telling Tales. Zudem sang sie den Outro-Song Adore You für den Film Kiss of the Dragon von 2001, welchen sie selbst komponierte, und 2005 in ihrem Album Telling Tales veröffentlichte. 
Barbuscia ist seit dem Jahr 2004 mit Anton Bilton verheiratet und hat ein Kind.

## Filmografie (Auswahl)
- 1995: In den Krallen der Leidenschaft (Serpent's Lair)
- 1998: Fast Helden (Almost Heroes)
- 2000: Highlander: Endgame
- 2001: Bridget Jones – Schokolade zum Frühstück (Bridget Jones's Diary)
- 2003:  Michel Vaillant
- 2006: Rabbit Fever